# Aedes (templo romano)
Ades era, na Roma Antiga, um edifício que tinha qualquer importância religiosa. 
O termo por vezes é traduzido para os idiomas modernos como templo, porém seu uso originalmente em latim era diferente do termo templum, mais frequente, na medida em que se referia apenas a uma estrutura distinta, enquanto um templem normalmente era um complexo religioso com mais de um edifício. O termo aedes designava originalmente um aposento, geralmente um aposento dedicado a uma divindade, e com o tempo passou a designar o edifício que continha este aposento. Tanto aedes quanto templum, no entanto, passaram a ser usado de maneira indistinta nas fontes do período final do Império Romano.
Grandes fortes romanos normalmente continham um edes, onde estavam as cores da legião e o seu estandarte, juntamente com uma imagem do imperador deificado. Construído de pedra, servia como uma capela militar, para o culto do príncipe e da própria legião, e também funcionava como tesouraria, armazenando o soldo dos legionários, bem como todo tipo de dinheiro e posses de diversos indivíduos, por vezes numa sala-cofre localizada sob a capela.